# Toast Hawaii
Toast Hawaii – wytwórnia płytowa założona przez członka Depeche Mode, Andy'ego Fletchera. Pierwszym artystą, który podpisał z nią kontrakt był zespół Client grający muzykę z gatunku electroclash.